# Stadio Nicola Lapi
Lo stadio comunale Nicola Lapi è la principale struttura calcistica di Trani.
Ospita le partite casalinghe del Soccer Trani e della ASD Apulia Trani, formazione di calcio femminile militante in Serie C nazionale.
Già semplicemente "stadio comunale di Trani", più volte è stata avanzata l'ipotesi di denominare la struttura in onore di Giacomo Cosmano, che con le sue 101 reti è stato l'attaccante più prolifico della maggiore squadra locale; la decisione è stata però rinviata, applicando la normativa che prevede una decorrenza di dieci anni dalla morte. Il 9 giugno 2022 è stata deliberata l'intitolazione dell'impianto all'ex assessore comunale e allo sport Nicola Lapi, deceduto nel 2019.

## Settori

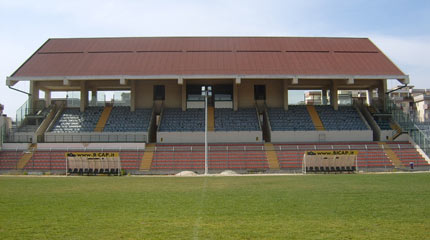
Veduta della tribuna.

Lo stadio è suddiviso in tre settori:
- Gradinata: 6260 posti

È il settore destinato ai gruppi di tifoseria organizzata, dal momento che non vi è una curva per i locali. Fu edificata nel 1964, in occasione del primo campionato di Serie B disputato dalla Polisportiva Trani. Il 5 ottobre 2013 è stata riverniciata a tinte biancoazzurre.
- Tribuna: 1541 posti

Progettata dall'architetto genovese Renzo Piano, è situata esattamente di fronte alla gradinata. Al vertice della stessa vi è la zona stampa, con postazioni apposite dedicate agli operatori televisivi. Sebbene ideata nel lontano 1990, è stata inaugurata soltanto nel 2009, in occasione di Fortis Trani-Terlizzi (1-1), ed ha rimpiazzato una vecchia tribuna in tubi Innocenti. In particolar modo, la capienza dei due settori di tribuna suddivisa in  tribuna superiore (688 posti) e  tribuna inferiore (853 posti).
- Curva sud: 600 posti

È lo spicchio di stadio dedicato ai tifosi ospiti, anche se in passato ha più volte ospitato la tifoseria locale.

## Eventi ospitati
Destinato quasi esclusivamente alle attività calcistiche, lo stadio ha ospitato fino agli anni novanta anche eventi musicali tra cui si citano i concerti dei Pooh, di Gianna Nannini, di Edoardo Bennato, di Pino Daniele, di Lucio Dalla e di Renato Zero.
Il 17 novembre 2011 l'impianto ha ospitato la partita della nazionale di calcio femminile dell'Italia contro la Grecia, incontro valido per la qualificazione agli Europei del 2013. Per l'occasione fu sostituita parte della recinzione della gradinata.
L'ultima partita professionistica qui giocata è stata Trani-Viterbese (0-7), del 19 maggio 1996.